# 斯武普斯克縣

54°27′57″N 17°1′45″E / 54.46583°N 17.02917°E
斯武普斯克縣（波蘭語：Powiat słupski），是波蘭的縣份，位於該國北部，由濱海省負責管轄，首府設於斯武普斯克，面積2,304平方公里，2006年人口92,172，人口密度每平方公里40人。